# Kang Youwei
Kang Youwei ou K'ang Yu-wei (19 de março de 1858, Foshan, Guangdong – 31 de março de 1927, Qingdao) foi um acadêmico chinês e uma figura-chave no desenvolvimento intelectual da China moderna. Destacou-se no campo da caligrafia, sendo mais conhecido por sua atuação como reformista social e político.
Segundo o ensaísta indiano Pankaj Mishra, Kang Youwei via a si mesmo como um sábio confucionista encarregado de renovar moralmente a China. Para alcançar esse objetivo, reinterpretou os fundamentos do confucionismo à luz das transformações políticas em curso. Mishra observa que, ao articular ideias políticas ocidentais por meio da linguagem tradicional chinesa, Kang atraiu membros da elite culta e desafiou a ordem estabelecida, marcando o início de uma fase de questionamento das antigas verdades. Seu discípulo Liang Qichao chegou a compará-lo a Martinho Lutero, pelo papel reformador que desempenhou dentro da tradição confucionista.
Kang era ainda um defensor da monarquia constitucional e buscava remodelar a China inspirando-se na transformação ocorrida no Japão após a Restauração Meiji.

## Vida e pensamento
Kang Youwei dirigiu uma escola instalada em um templo confucionista em Cantão, voltada para a preparação de candidatos aos exames imperiais que selecionavam os funcionários da administração pública chinesa. Nessa escola, ensinava sua reinterpretação do confucionismo como ferramenta de renovação social e educacional, conforme também havia proposto em cartas e memorandos enviados à corte Qing em Pequim, que nunca foram respondidos.

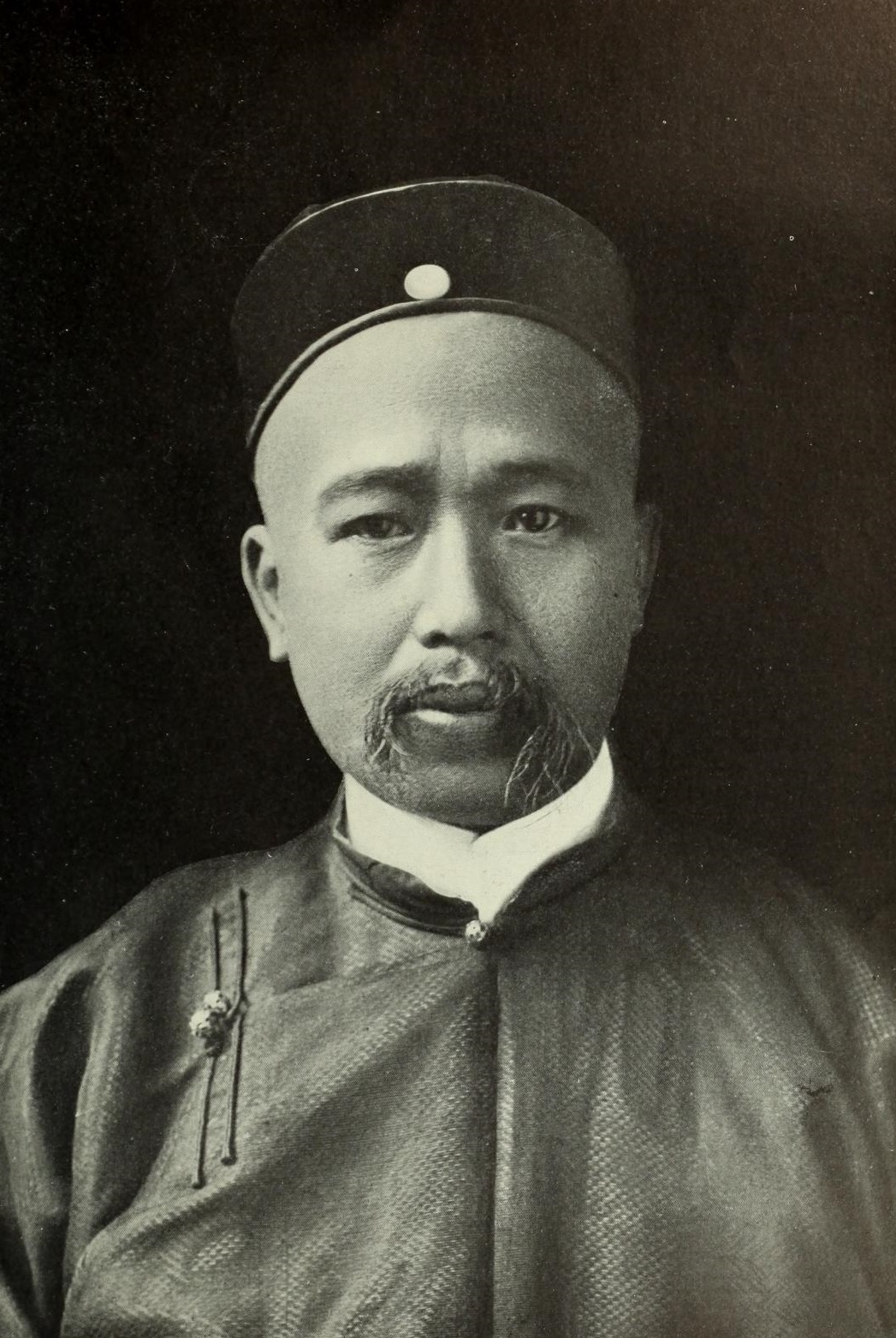
Kang Youwei antes de 1906.

Em 1895, Kang viajou a Pequim acompanhado de seu discípulo Liang Qichao para realizar os exames imperiais. Durante o trajeto, seu navio foi abordado por um navio japonês, mesmo ainda em águas chinesas — o Japão havia acabado de impor à China uma derrota humilhante. O incidente provocou indignação em Kang e Liang, preocupados com a passividade chinesa frente às agressões ocidentais e japonesas desde as Guerras do ópio.
Pouco depois, Kang tomou conhecimento dos termos do Tratado de Shimonoseki, que incluíam a cessão da ilha de Taiwan ao Japão e o reconhecimento da independência da Coreia, o que aumentou ainda mais sua revolta. Kang então liderou uma inédita petição coletiva de candidatos aos exames imperiais dirigida ao jovem imperador Guangxu, pedindo que rejeitasse o tratado e promovesse reformas semelhantes às do Tanzimat no Império Otomano. Em seguida, lançou uma campanha de propaganda e fundou sociedades como a "Sociedade para o Estudo da Força Nacional".
No início de 1898, a imperatriz viúva Cixi cedeu o poder ao imperador Guangxu. Ao assumir plenamente suas funções, ele convocou Kang à Cidade Proibida, tendo lido a petição enviada por Kang três anos antes. Reuniram-se por cinco horas e, a partir de 10 de junho, começaram a ser publicados decretos que visavam transformar profundamente a China em áreas como administração, educação e relações exteriores. Kang contou com o apoio de Liang Qichao e Tan Sitong, que o acompanhavam nas audiências com o imperador, marcadas por um rompimento com o rígido protocolo da corte Qing.

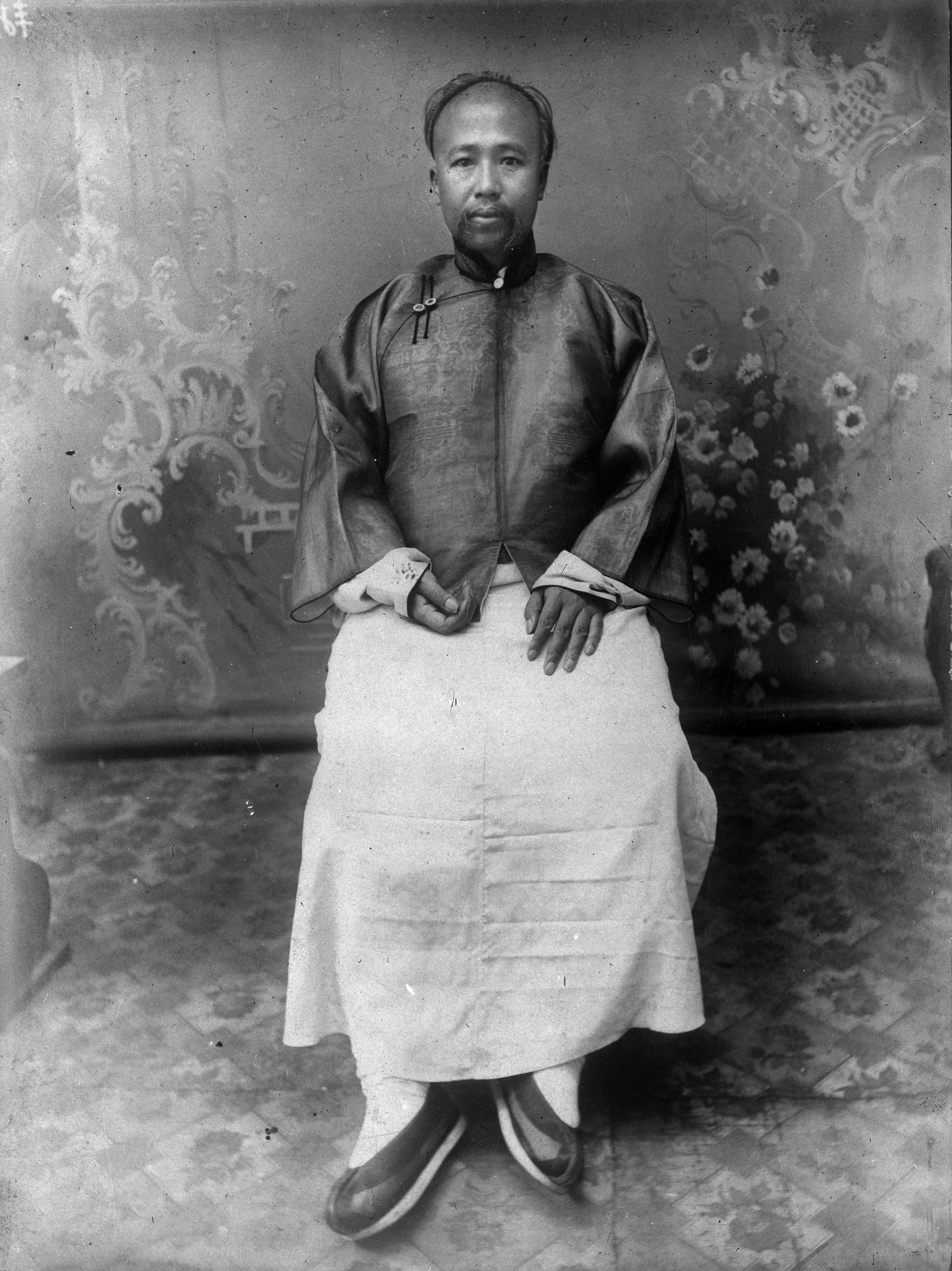
Kang Youwei por volta de 1920.

A rapidez e o alcance das reformas — como a abolição dos exames imperiais — alarmaram os setores conservadores. Em 21 de setembro de 1898, após apenas 103 dias de reformas, Cixi retomou o poder alegando que o imperador estava doente. Na verdade, ele foi colocado sob prisão domiciliar em uma ilha dentro dos jardins imperiais.
A maioria dos decretos reformistas foi anulada e Kang, Liang e Tan Sitong foram alvos de mandados de prisão. Kang escapou para Xangai e depois se refugiou na colônia britânica de Hong Kong. Liang asilou-se na embaixada japonesa. Tan Sitong, porém, recusou-se a fugir, foi preso e executado junto com outros cinco reformistas — os chamados "Seis Cavaleiros da Reforma dos Cem Dias". A imperatriz também ordenou a profanação das tumbas da família Kang.

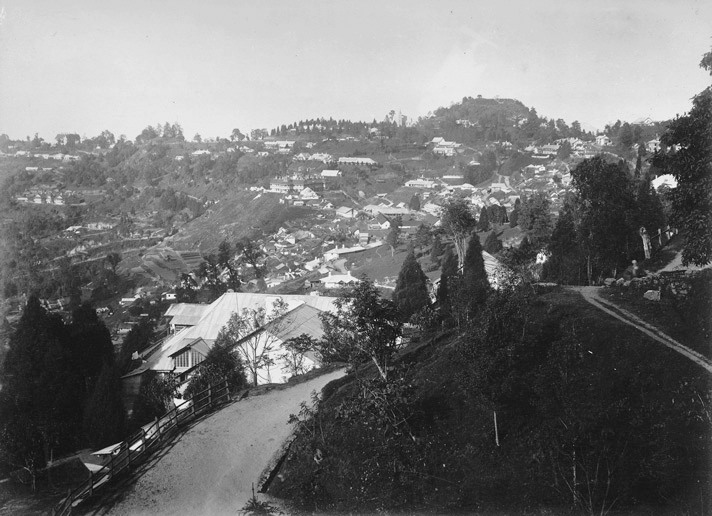
Vista de Darjeeling (Índia) em 1880.

Kang exilou-se no Japão e, depois, no Canadá, onde fundou a "Sociedade para a Proteção do Imperador". Durante a Revolta dos Boxers (1900), tentou promover uma insurreição armada, sem sucesso. Refugiou-se então na ilha britânica de Penang, onde também estava Sun Yat-sen, com quem rompeu relações. Em 1901, mudou-se para a Índia, residindo um ano em Darjeeling, onde completou o Livro da Grande Unidade (Datongshu 大同書), obra que defendia uma utopia internacionalista sem distinções de raça, etnia ou idioma, e onde até a família seria superada.
Durante seu exílio, Kang reuniu-se com membros da diáspora chinesa para angariar apoio à causa monárquica constitucional, competindo com as organizações Sociedade Reviver China e Aliança Revolucionária, lideradas por Sun Yat-sen.
Embora contrário à revolução, Kang apoiava a modernização da China por meio da ciência, da tecnologia e da indústria. Retornou ao país em 1914 e participou, sem sucesso, de uma tentativa de restauração monárquica em 1917. Posteriormente, se opôs ao governo de Sun Yat-sen no sul da China, temendo a fragmentação do país.
A reputação de Kang oscilou com o tempo: em menos de duas décadas, passou de radical reformista a figura marginalizada, embora sem alterar significativamente suas ideias.
Kang Youwei morreu em Qingdao (Shandong) em 1927, possivelmente envenenado.[carece de fontes?]

## OLivro da Grande Unidade
Kang Youwei escreveu um tratado utópico intitulado Livro da Grande Unidade (Datongshu 大同書), baseado no princípio confucionista conhecido como Grande Unidade (Datong). As primeiras formulações dessas ideias surgiram em suas notas de aula de 1884. Estimulado por seus alunos, Kang continuou desenvolvendo o projeto ao longo das duas décadas seguintes, concluindo o primeiro rascunho apenas durante seu exílio na Índia. Os dois primeiros capítulos foram publicados no Japão no início do século XX, mas a obra completa só veio a público por volta de 1935, cerca de sete anos após sua morte.

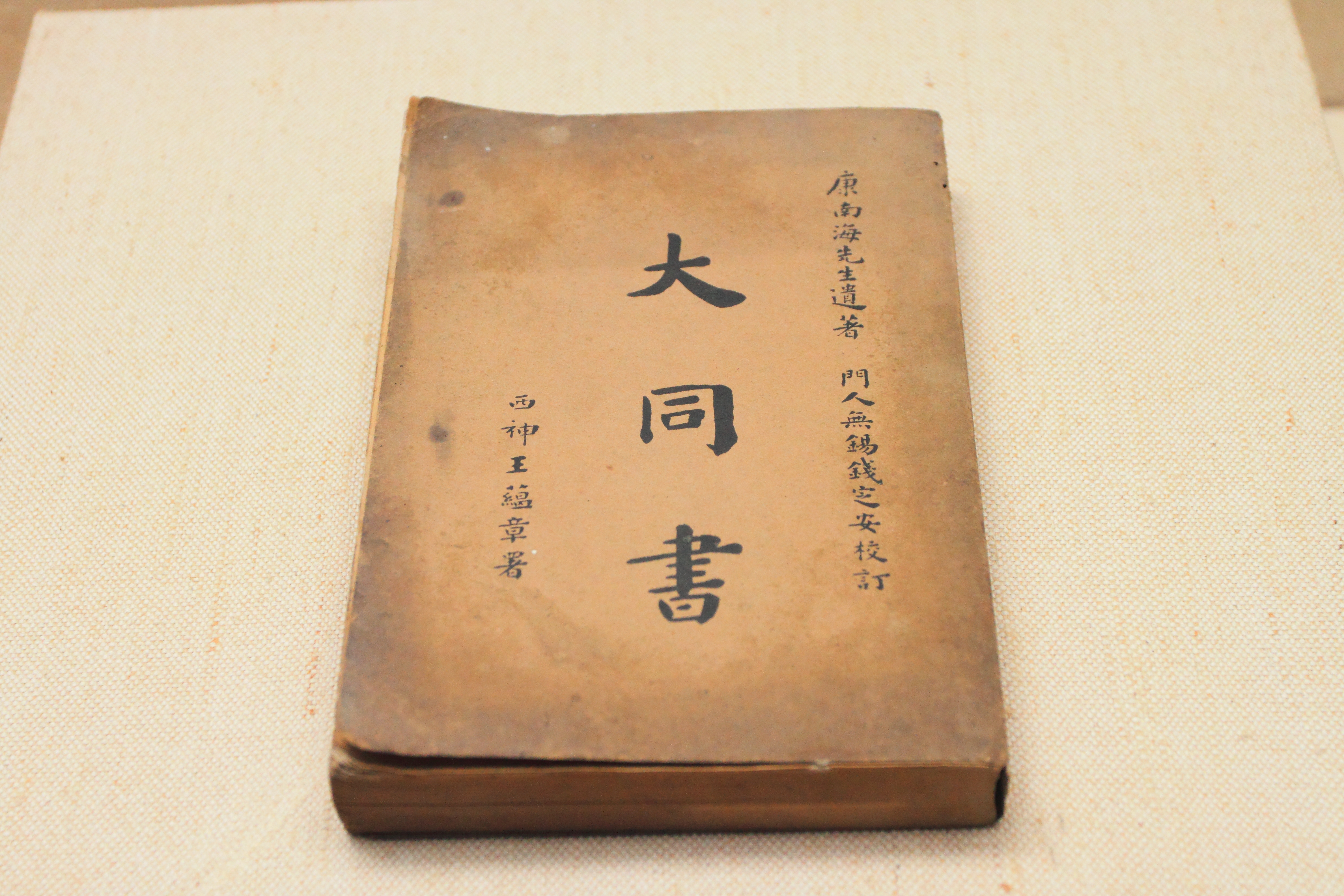
Datongshu

Na obra, Kang propunha um mundo utópico sem fronteiras políticas, governado democraticamente por uma autoridade central global. Esse mundo seria organizado em distritos administrativos retangulares, com autonomia local e democracia direta, mas submetidos a um governo mundial. As distinções raciais também seriam abolidas. Kang delineava um programa de eugenia, no qual, ao longo de mil anos, os fenótipos considerados "marrons e negros" seriam eliminados, dando lugar a uma raça humana homogênea, de pele clara, cujos membros teriam "a mesma cor, a mesma aparência, o mesmo tamanho e a mesma inteligência".
A instituição famíliar seria substituída por estruturas estatais, como escolas desde o útero, creches e centros educativos. O casamento tradicional daria lugar a contratos de um ano entre mulheres e homens. Kang considerava a forma contemporânea de casamento — na qual a mulher ficava presa a uma união por toda a vida — excessivamente opressiva.
Crítico do capitalismo, Kang o via como um sistema inerentemente injusto. Defendia que o Estado deveria criar instituições socialistas voltadas ao bem-estar de todos os indivíduos. Em certos momentos, chegou a defender o uso do termo "comunismo" para caracterizar essas medidas, embora haja debate sobre o que exatamente ele pretendia com esse conceito.
Nesse espírito, propôs ainda a criação de lares estatais para idosos e outros equipamentos públicos que substituíssem as funções tradicionais da família. Debate-se até hoje se seu pensamento socialista foi mais influenciado por ideias ocidentais ou por princípios éticos tradicionais do confucionismo.

## Defensor da monarquia constitucional
Após cerca de quinze anos de exílio no exterior, Kang Youwei retornou à China em 1913. Na ocasião, opôs-se à tentativa de Yuan Shikai de dissolver o governo da recém-criada República da China (1912–1949) e restaurar o Império da China sob o modelo de uma monarquia constitucional.
Em julho de 1917, Kang apoiou uma tentativa de golpe de Estado liderada por Zhang Xun, que visava restaurar a dinastia Qing no trono com o último imperador, Puyi, após a morte de Yuan Shikai. No entanto, o retorno de Puyi ao poder durou apenas treze dias, e Kang Youwei foi forçado a buscar refúgio na embaixada dos Estados Unidos. Apesar do fracasso, persistiu na defesa de suas ideias reformistas e monarquistas, estabelecendo-se definitivamente em Xangai. Ali, conseguiu formar uma pequena comunidade de seguidores que apoiavam suas teorias e publicações até sua morte, em 1927.

## Pensamento filosófico
Kang desenvolveu uma reflexão sobre as causas do sofrimento humano, inspirada em parte pelo budismo.
Kang Youwei classificava os sofrimentos humanos em diversas categorias. Entre os sofrimentos físicos, incluía ser implantado no ventre materno, sofrer morte prematura, amputações, ser considerado um bárbaro, viver fora da China, ser escravizado ou ser mulher. Entre os causados por desastres naturais, listava a fome (decorrente de enchentes ou secas), epidemias, guerras, erupções vulcânicas, desabamentos, naufrágios e infestações de gafanhotos. Nas relações humanas, os sofrimentos estariam ligados à viuvez, orfandade, ausência de filhos, doença sem cuidados, pobreza e posição social inferior.
Para Kang, também existiam sofrimentos gerados pela sociedade, como castigos corporais, prisão, impostos, alistamento militar, estratificação social, instituições políticas opressoras, bem como pela própria existência do Estado e da família. As emoções humanas também seriam fonte de sofrimento — ele destacava a ignorância, o ódio, o cansaço, a luxúria, o apego e o desejo. Por fim, bens socialmente estimados também trariam sofrimento, como a riqueza, o prestígio, a longevidade, a liderança política e a autoridade espiritual.
Além disso, Kang organizava as religiões segundo uma hierarquia: cristianismo e islamismo estariam nos níveis mais baixos, enquanto confucionismo, taoismo e budismo ocupariam posições superiores. Previa que as religiões consideradas "inferiores" desapareceriam com o tempo.

## Caligrafia

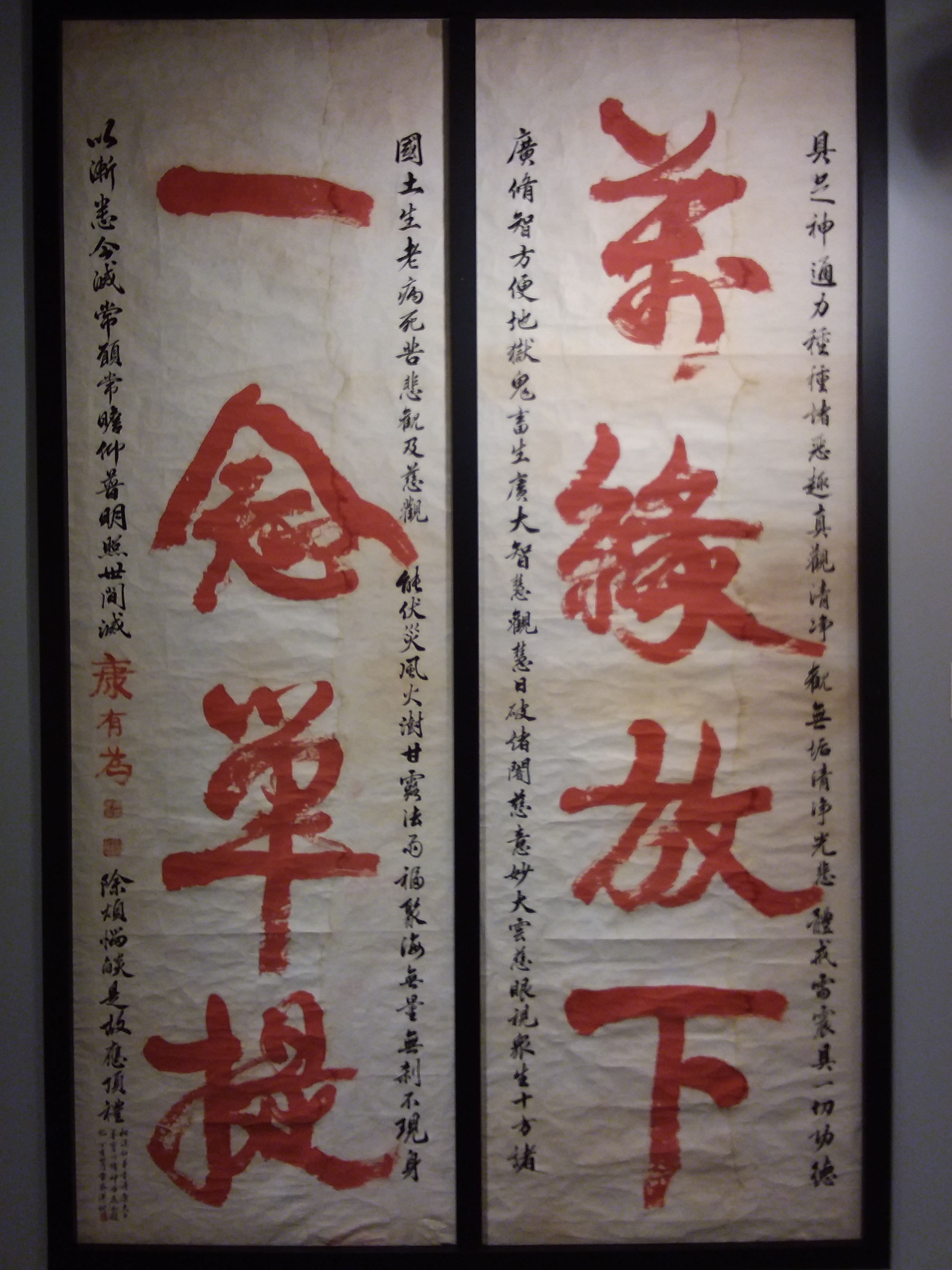
Trabalho de caligrafia de Kang Youwei.

Kang Youwei foi um renomado calígrafo, conhecido por criar um estilo próprio chamado "escrita quebrada" (chinês: 破体). Admirava a caligrafia gravada em estelas de pedra e criticava os modelos padronizados de escrita. Em sua juventude, aprendeu por imitação a partir das obras de Ouyang Xun. Em sua obra Guang yizhou shuangji (广艺舟双楫), realizou um estudo sistemático e abrangente sobre a tradição da caligrafia em estelas. Nos últimos anos de sua vida, a venda de suas obras caligráficas tornou-se sua principal fonte de sustento.

## Ilha Kang Youwei

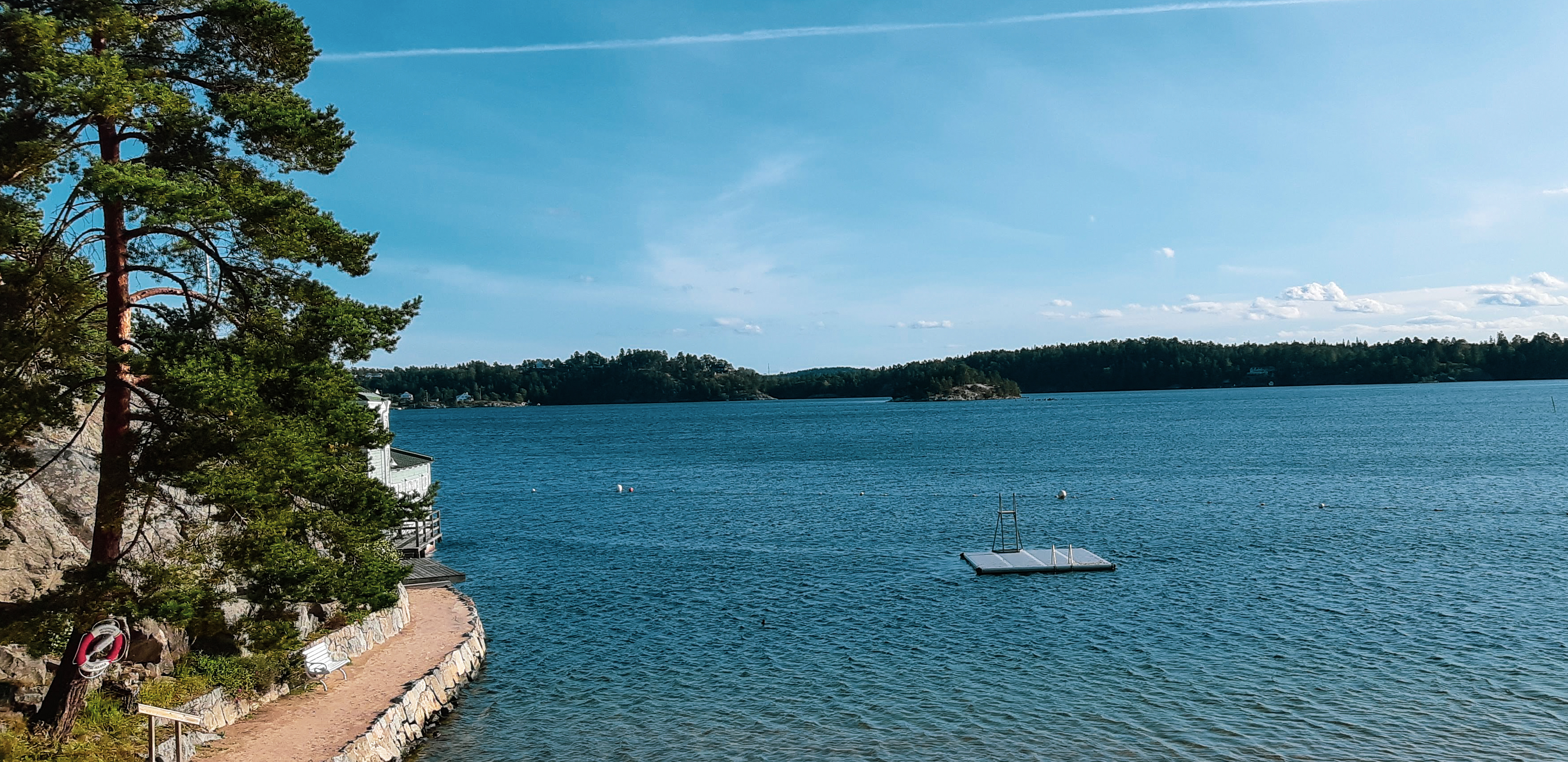
O ilhote em Saltsjöbaden, também conhecido como Ilha Kang Youwei.

Após o fracasso da Reforma dos Cem Dias, Kang Youwei fugiu da China. Em 1898, chegou ao Japão via Hong Kong. Em 1904, visitou a Suécia e ficou encantado com a paisagem local. Comprou um pequeno ilhote próximo a Saltsjöbaden, onde construiu um jardim e uma casa em estilo chinês, chamada Beihai Caotang (北海草堂). O local ainda é conhecido por muitos chineses como a "Ilha Kang Youwei".